# H&K AG36
H&K AG36は、高低圧理論により作動する単発式の40mm擲弾発射器である。主としてH&K G36に装備するよう設計された。

## 概要
開発は、ドイツのオベルンドルフに所在する兵器製造会社、H&K社による。AG36は当初、アメリカ陸軍が提示した強化擲弾発射器の必要資格に対し、H&K社が候補作として出したもので、H&K XM8およびFN SCAR アサルトライフル用として審査された。
「AG」は"AnbauGranatwerfer"（取り付け型擲弾発射器）の略。36は同社製のG36自動小銃に由来する。この擲弾発射器は取り外すことができ、ストックをつけたものは単体で使用できる。また、LLM01レーザー光モジュールを取り付けることができる。

## 設計

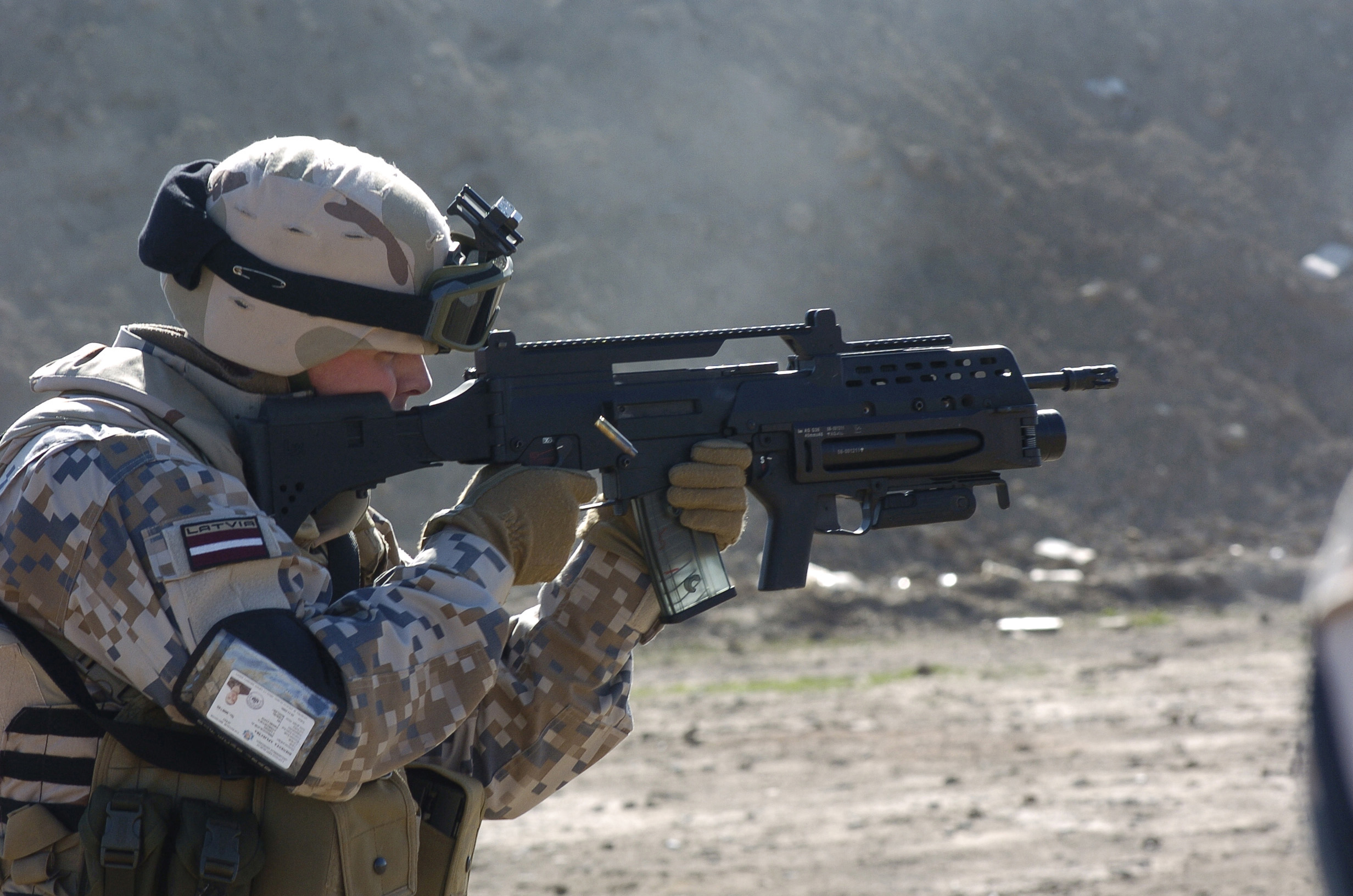
ラトビア陸軍のG36KVに装備されたAG36

H&K G36シリーズを含む多くの最新兵器システムのように、AG36擲弾発射器にもポリマーと高強度アルミニウム合金が広範囲に使用されており、その質量の軽さと耐久性に寄与している。AG36は、プラスチック製の訓練用弾薬・軟質ゴム弾・CSガス弾とOCガス弾（オレオレジン・カプシカム、トウガラシスプレーで使われるものと同じ催涙ガス）・白リン弾・高性能榴弾を含むほぼ全ての40x46mm擲弾を発射できる。いったん装着されたAG36は、小銃本体の携行や操作上の機能、また、射撃の正確さに影響をおよぼさない。AG36はドイツにおけるIdZ計画、未来の歩兵プログラムの一部に位置づけられている。
AG36は、中折式アルミニウム製砲身を用いた単発式の擲弾発射器である。アメリカの同種装備品であるM203 グレネードランチャーと異なり、AG36の装填時には砲身が左側面へとスイングアウトされる。これは、より全長の長い擲弾の使用、例えば暴徒鎮圧用のゴム弾、または照明弾の使用を可能にしている。装着に際しては小銃のハンドガードを丸ごとAG36と取り替える。本擲弾発射器には容易な取扱いのために、手動式の安全レバーとグリップからなるトリガー・グループが付けられている。照準は標準的なラダーサイトを用いて行われる。この照準器は擲弾発射器本体の左側にあって、使用しないときには折りたたまれる。

## 派生型
L123A2/L17A1
L85A2（L123A2）およびL119A1（L17A1）に対応したモデル。イギリス陸軍が採用。2003年のTelic作戦中にはじめて投入された。4人分隊につき1丁配備される。
AG-C/EGLM/GLM
AG36がハンドガードと一体で構成されているのに対し、上面をピカティニー・レールに装着できるようにしたもの。専用のストックとともに単体でも使用できる。
HK169
AG36にG36のストックを追加装備したもの。初期型は上部ハンドガードにストックを取り付けていたが、新型からはレシーバーの一部を新規設計に変更している。

## 採用国の一覧

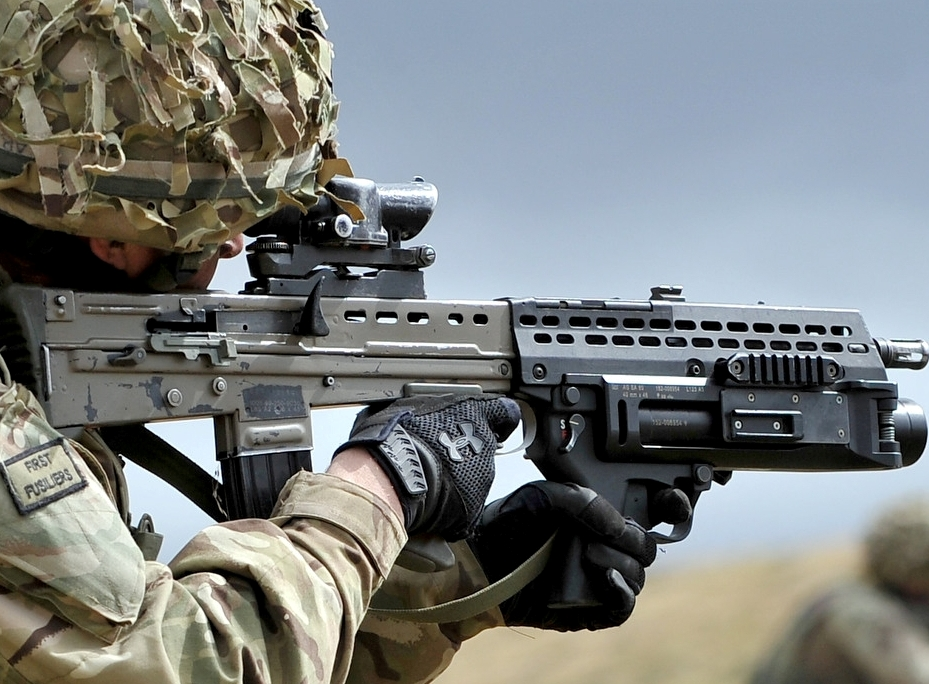
L85A2自動小銃に装着されたL123A2

- ドイツ

主力小銃をG36に変更したことにより、今まで使っていたG3に装着していたHK79とHK69A1を代替した。
- ラトビア[4]
- リトアニア

リトアニア軍が使用している。
- オランダ[4]
- ポルトガル[6]
- スペイン[4]
- イギリス

L123A2およびL17A1用に購入。RGGS小銃擲弾を代替した。